# Lac Pico Numero Dos
Pour les articles homonymes, voir Pico (homonymie).
Le Lac Pico Numero Dos, en Argentine, est un lac andin d'origine glaciaire situé à l'ouest de la province de Chubut, dans le département de Tehuelches, en Patagonie. 

## Description - Situation
Le lac Pico Numero Dos se trouve à moins de 5 kilomètres au sud du lac Pico Numero Uno, et à 6 km au nord de la frontière chilienne qui a une direction est-ouest à cet endroit.
Le lac Pico Numero Dos présente une forme en V à deux bras dont la jonction s'effectue au sud. Le bras oriental est nettement plus développé que le bras occidental. 
À une distance de 15 kilomètres en direction du sud-est, se trouve le lac Azul, lac transfrontalier argentino-chilien qui fait partie du bassin du río Senguerr.

## Émissaire
Son émissaire prend naissance au niveau de l'extrémité nord de son bras oriental et se dirige globalement vers l'ouest-sud-ouest. Il conflue en rive droite avec le río Nelson, affluent en rive gauche du río Pico, lui-même affluent du río Carrenleufú. 
Le lac est navigable.